# Citac
Der Nevado Citac, Quechua-Schreibweise: Sitaq, ist ein Berg in der Region Huancavelica in West-Peru. Er bildet mit einer Höhe von 5329 m (nach anderen Quellen: 5304 m) die größte oder zumindest eine der größten Erhebungen der Cordillera de Chonta, eines Gebirgszugs der peruanischen Westkordillere.

## Lage
Der Nevado Citac befindet sich knapp 30 km westlich der Stadt Huancavelica in der Provinz Huancavelica an der Grenze der beiden Distrikte Acobambilla im Westen und Nuevo Occoro im Osten. Am Ostfuß des Berges befindet sich der Bergsee Laguna Tipicocha (Tipiqucha). Die West- als auch die Ostflanke des Nevado Citac werden über den Río Santo, rechter Quellfluss des Río Vilca, nach Norden hin entwässert. Der Nevado Citac befindet sich knapp 10 km von der kontinentalen Wasserscheide entfernt.